# Gunslinger
Gunslinger er en dansk eksperimentalfilm fra 2001 instrueret af Michael Støvring.

## Handling
En ironisk parafrase over actionfilmgenren, hvor der er tilstræbt en høj grad af sammensmeltning mellem billed, lyd og musikelementer.